# Pawat Chittsawangdee
Pawat Chittsawangdee (ภวัต จิตต์สว่างดี), noto anche con lo pseudonimo di Ohm (โอม) (Bangkok, 22 marzo 2000), è un attore thailandese, conosciuto in particolare per il ruolo di Frame in Make It Right: The Series - Rak ok doen e di Pat in Bad Buddy The Series.

## Biografia
Comincia la sua carriera televisiva nel 2016, quando viene scelto tramite Instagram per interpretare Frame, uno dei protagonisti di Make It Right: The Series - Rak ok doen, in coppia con Sittiwat Imerbpathom (Toey); il sodalizio tra i due continua anche nelle serie War of High School - Songkhram hai sakhun e Sayam 13 chuamong.
Nel 2018 è nel cast del film cinese Cross-Dimension Love, prodotto in esclusiva per la piattaforma streaming iQiyi, insieme al collega di lunga data Krittapak Udompanich (Boom), oltre che nella serie Beauty Boy - Phuchai kai suai.
Ha frequentato fin dalle elementari l'Assumption College a Bangkok, mentre attualmente studia all'Università Srinakharinwirot.
Ha cantato alcune canzoni per la colonna sonora di "Make It Right: The Series - Rak ok doen", tra cui una insieme ad alcuni membri del cast della serie usando il nome da gruppo Music Camp Project.
Raggiunge il successo con l'interpretazione di Pat nella serie TV Bad Buddy insieme al collega Nanon Korapat.

## Filmografia

### Cinema
- Enough, regia di Thanamin Wongsakulpach (2017)[2]
- Cross-Dimension Love, regia di Solar Woo (2018)[3]
- Dew the Movie, regia di Ma-Deaw Chookiat Sakveerakul (2019)
- My Precious, regia di Fon Kanittha Kwunyoo (2023)

### Televisione
- Make It Right: The Series - Rak ok doen - serie TV, 26 episodi (2016-2017)
- War of High School - Songkhram hai sakhun - serie TV, 12 episodi (2016)
- Lon: The Series - serie TV, episodio 11 (2016)
- Sayam 13 chuamong - webserie, episodi 2 e 4 (2017)
- Bangkok Ghost Stories - serie TV (2018)[4][5]
- Beauty Boy - Phuchai kai suai - serie TV (2018)[6]
- He's Coming To Me - serie TV, 8 episodi (2019)
- BLACKLIST - serie TV, 12 episodi (2019)
- Make It Live: On The Beach - serie TV, cameo (2019)
- The Shipper - serie TV, 12 episodi (2020)
- Bad Buddy - serie TV, 12 episodi (2021)
- Vice Versa - serie TV, 12 episodi guest (2022)
- 10 years ticket - serie TV, 16 episodi (2022)
- Double Savage - serie TV, 12 episodi (2023)
- Our Skyy 2 - serie TV, episodi 13-16 (2023)
- Wednesday Club - serie TV, 12 episodi (2023)
- My Precious The Series - serie TV, 10 episodi (2024)

## Discografia

### Singoli
- 2016 - Kwahm ruk tung jet (con il cast di "Make It Right: The Series - Rak ok doen")
- 2017 - Jub meu chun wai (con Sittiwat Imerbpathom)
- 2023 - My Word (ost Ous Skyy 2)
- 2023 - Unlovable (ost 10 Years Ticket)
- 2023 - Out of sight (ost Double Savage)

#### Music Camp Project
- 2017 - Kaup koon na (con Sittiwat Imerbpathom, Peemapol Panichtamrong e Krittapak Udompanich)